# Down on the Farm (album)
Pour les articles homonymes, voir Down on the Farm.
Albums de Little Feat
Waiting for Columbus
(1978) Hoy-Hoy!
(1981)
Down on the Farm est le septième album studio de Little Feat, sorti en novembre 1979.
Il s'agit du dernier opus du groupe avant sa séparation, annoncée en juin 1979 lors de la réalisation de l'album, quinze jours avant le décès de Lowell George.
L'album s'est classé 29e au Billboard 200.

## Liste des titres
| 1. | Down on the Farm     | Barrere          | 4:16 |
| 2. | Six Feet of Snow     | George, Godchaux | 2:30 |
| 3. | Perfect Imperfection | Barrere, Snow    | 3:46 |
| 4. | Kokomo               | George           | 2:58 |
| 5. | Be One Now           | George, Tackett  | 4:05 |

| 1. | Straight from the Heart | George, Payne    | 4:59 |
| 2. | Front Page News         | George, Payne    | 5:57 |
| 3. | Wake up Dreaming        | Payne, Payne     | 4:09 |
| 4. | Feel the Groove         | Clayton, DeWitty | 4:49 |

## Personnel
| - Paul Barrere : guitare, chant - Sam Clayton : congas, chant - Lowell George : chant, guitare - Kenny Gradney : basse - Richard Hayward : batterie, chant - Bill Payne : claviers, synthétiseur, chant | - Rosemary Butler : chœurs - Gordon DeWitty : claviers - Robben Ford : guitare - Jerry Jumonville : saxophone - Sneaky Pete Kleinow : pedal steel guitar - David Lindley : guitare - Earl Palmer : batterie (sur Feel the Groove) - Fran Payne : chœurs - Bonnie Raitt : chœurs - Dan Smith : chœurs - Fred Tackett : guitare (solo sur Kokomo) - Lee Thornburg : trompette, trombone - Julia Waters : chœurs - Luther Waters : chœurs - Oren Waters : chœurs - Maxine Waters : chant |